# 34142 Sachinkonan
34142 Sachinkonan este o planetă minoră (asteroid), cu un diametru de 5,241 km, din centura de asteroizi. A fost descoperită pe 24 august 2000 la Experimental Test Site⁠(d) de Lincoln Near-Earth Asteroid Research. 
Obiectul prezintă o orbită caracterizată de o semiaxă mare de 3,1534463 UAi, o excentricitate de 0,15, o înclinație de 0,94493 ° în raport cu ecliptica.